# Bánfalvi Sándor (dobos)
Bánfalvi Sándor (Budapest, 1978. április 5. –) magyar rockzenész, dobos.
A Neck Sprain, a Magma Rise és Kovács Ákos zenekarának tagja.

## Zenei pályafutása
Berdisz Tamásnál tanult. 1997–98-ban a Wall Street együttes, 1998 óta a Neck Sprain dobosa, de játszik más heavy metal együttesekben is, például a Magma Rise-ban és a Kényes Foltokban.
Legismertebb talán Kovács Ákossal való közreműködésében, akinek zenekarában 2002 óta dobol. Ákos klipjei közül szerepel pl. a Fénybe nézz!, az Előkelő idegen, az Igazán című videókban, Hauber Zsolt és Lepés Gábor társaságában.

## Diszkográfia
Neck Sprain
- Overgain (1999)
- True Soul, Dead Body (2000)
- Heavyweight: 3rd Round (2006)
- God's Snake (EP, 2013)

Ákos
- Új törvény (2002)
- Andante (2003)
- Az utolsó hangos dal (koncert, 2004)
- A katona imája (2010)
- Arénakoncert (koncert, 2011)
- 2084 (2011)
- Turné 2084 (koncert, 2012)
- Karcolatok 20 (koncert, 2013)
- Igazán (EP, 2014)
- Dupla aréna 2014 (koncert, 2014)
- Még egyszer (2015)
- Veletek vagyunk/Dupla Aréna 2015 (koncert, 2015)
- Ugyanúgy (EP, 2016)
- Szintirock/Dupla Aréna 2016 (koncert, 2016)
- Szabadon (EP, 2017)
- Kezdhetünk újabb évadot - Dupla Aréna 2018 (Live) (koncert, 2018)
- Idősziget (2019)
- Idősziget Koncert (Live at Dupla Aréna, 2019) (koncert, 2019)
- Fel a szívekkel (EP, 2021)

Magma Rise
- Lazy Stream of Steel (2010)
- The Man in the Maze (2013)
- False Flag Operation (EP, 2016)
- At the Edge of the Days (EP, 2022)
- To Earth to Ashes to Dust (2021)